# 渥美秀一郎
渥美 秀一郎（あつみ しゅういちろう、 生没年不詳）は、日本の俳優。

## 人物・来歴
生年不詳である。
映画史において初めてその名がクレジットされるのは、1929年（昭和4年）5月30日に公開された稲垣浩監督の『相馬大作 武道活殺の巻』における「手下源蔵」役である。同作は片岡千恵蔵プロダクション独立1周年記念作品であり、日活との配給提携第1回作品として製作されたものである。以降、同プロダクションの作品に脇役・助演として出演、1933年（昭和8年）2月1日に公開された辻吉朗監督の『霧行燈』においては、日活太秦撮影所（のちの大映京都撮影所、現存せず）が製作した作品であり、同撮影所に貸し出され、初めて片岡以外の主演俳優（大谷日出夫）に対して助演した。
1934年（昭和9年）11月29日に公開された山中貞雄監督の『雁太郎街道』で初めてトーキー作品に出演した。脇役・端役が多かったため、出演が記録に残っていない作品が多く、フィルモグラフィの詳細は不明である。1936年（昭和11年）6月18日に公開された伊丹万作監督のトーキー作品『赤西蠣太』への出演以降、出演記録が見当たらない。以降の消息も不明で没年不詳のままである。

## フィルモグラフィ
すべてクレジットは「出演」。公開日の右側には役名、および東京国立近代美術館フィルムセンター（NFC）、マツダ映画社所蔵等の上映用プリントの現存状況についても記す。1940年代以前のものがすべてであるため、同センター等に所蔵されていないものはほぼ現存しないフィルムである。

### 片岡千恵蔵プロダクション
特筆以外すべて製作は「片岡千恵蔵プロダクション」、配給はすべて「日活」である。特筆以外はすべてサイレント映画である。
- 『相馬大作 武道活殺の巻』 : 監督稲垣浩、1929年5月30日公開 - 手下源蔵
- 『殺した人』 : 監督稲垣浩、 1929年9月7日公開 - 茂呂木の召使
- 『春風の彼方へ』 : 監督伊丹万作、 1930年3月14日公開 - 悪旗本
- 『風雲天満双紙 第一篇』 : 監督岡田敬、1930年4月25日公開 - その子分
- 『風雲天満双紙 第二篇』 : 監督岡田敬、1930年5月22日公開 - その子分
- 『恋車 前篇』 : 監督渡辺邦男、1930年8月28日公開 - 琢斎
- 『一心太助』 : 監督稲垣浩、 1930年12月31日公開 - 若い者 太郎吉、40分尺の短縮版が現存（マツダ映画社所蔵[6]）
- 『男達ばやり』 : 監督稲垣浩、 1931年7月14日公開 - 面売り男、80分尺で現存（NFC所蔵[4]） / 50分尺で現存（マツダ映画社所蔵[6]）
- 『國士無双』 : 監督伊丹万作、 1932年1月14日公開 - 浪人乙、21分尺の短縮版が現存（NFC所蔵[4]） / 8分の断片が現存（マツダ映画社所蔵[6]）
- 『闇討渡世』 : 監督伊丹万作、 1932年6月3日公開 - 渥美源助
- 『時代の驕児』 : 監督稲垣浩、 1932年12月22日公開 - 数取役久我
- 『元禄檜笠』 : 監督振津嵐峡、 1932年12月31日公開 - 門番
- 『霧行燈』 : 監督辻吉朗、製作日活太秦撮影所、1933年2月1日公開 - 六さん（大工）
- 『国定忠治 旅と故郷の巻』 : 監督稲垣浩、サウンド版、1933年3月15日公開 - 下役人 平原
- 『国定忠治 流浪転変の巻』 : 監督稲垣浩、サウンド版、1933年6月1日公開 - 浪人田中
- 『国定忠治 霽れる赤城の巻』 : 監督稲垣浩、1933年10月12日公開 - 浪人田中
- 『笹野権三郎 三日月笹穂切り』 : 監督稲垣浩、1933年10月26日公開 - 田辺紋十郎
- 『風雲 前篇』 : 監督稲垣浩、1933年12月31日公開 - 水谷大三郎、2分の断片のみ現存（NFC所蔵[4]）
- 『風雲 後篇』 : 監督稲垣浩、1934年1月7日公開 - 水谷大三郎
- 『渡鳥木曾土産』 : 監督伊丹万作、 1934年1月14日公開 - 乾分治郎吉
- 『雁太郎街道』 : 監督山中貞雄、トーキー、1934年11月29日公開 - 商人風の男
- 『赤西蠣太』 : 監督伊丹万作、トーキー、1936年6月18日公開 - 多古七兵衛、78分尺で現存（NFC所蔵[4]、マツダ映画社所蔵[6]）